# Монголия на зимних Олимпийских играх 2014
Монголия выставила на зимние Олимпийские игры 2014 двух спортсменов-лыжников, которые по результатам соревнований не заняли призовых мест.

## Состав и результаты олимпийской сборной Монголии

### Лыжные гонки
Спортсменов — 2
Мужчины
Дистанционные гонки
| Соревнование              | Спортсмены       | Результат | Место |
| ------------------------- | ---------------- | --------- | ----- |
| 15 км классическим стилем | Болдын Бямбадорж | 48:29,6   | 80    |

Женщины
Дистанционные гонки
| Соревнование              | Спортсмены          | Результат | Место |
| ------------------------- | ------------------- | --------- | ----- |
| 10 км классическим стилем | Чинбатын Отгонцэцэг | 38:43,1   | 70    |